# Gargantas da Ponte do Diabo
As gargantas da Ponte do Diabo (em francês:  Gorges du Pont-du-Diable), no plural porque são uma sucessão de gargantas, situam-se no percurso da Dranse de Morzine no Chablais Saboiardo na Alta-Saboia, França.
A Dranse de Morzine, encontrou uma barreira de calcário da época cretácea e aí cavou o seu curso. Esse rio  deixou, ao percorrer a garganta, um arco natural a que se chamam a Ponte do Diabo
.
Desde 1893 que o sítio tem sido regularmente preparado com escadas e passarelas para receber os turistas. A 18 de Maio de 1908 foi nomeado como Sitio classificado por decisão municipal.